# Орден Кутузова
Орден Кутузова је совјетска награда основана током Великог отаџбинског рата, названа по Михаилу Кутузову. Орден је сачуван у систему награда Руске Федерације.

## Историјат
Орден Кутузова је други "командантски" орден након Ордена Суворова у смислу одрена оснивања и стажа. Ово је једини совјетски орден, чије су различите класе успостављене у различитим временима. [[Уредба Президијума Врховног савјета СССР-а од 08.02.1943. о успостављању Војног ордена - Ордена Кутузова трећег степена и о допуни статута Ордена Суворова|Уредбом Президијума Врховног савјета СССР-а од 08.02.1943. о успостављању Војног ордена - Ордена Кутузова трећег степена и о допуни статута Ордена Суворова]], успостављен је трећи степен Ордена Кутузова, који га је ускладио са Орденом Суворова у погледу позиција награђених. За разлику од Ордена Суворова, Орден Кутузова је имао више "дефанзивни" и "штабни" карактер, што се одразило у његовом Статуту. Значајно је да је успостављена декретом од 29. јула 1942. године, дан након потписивања чувеног Стаљиновог наређења бр. 227 од 28. јула 1942. године, познатог у трупама као наредба "Ни корак уназад!".
Одлука о успостављању Ордена Суворова, Кутузова и Александра Невског донесена је почетком јуна 1942. године. Технички комитет Главног интенданта Дирекције Црвене армије био је ангажован на изради скица нових налога. Конкурсу за израду пројекта налога присуствовали су умјетник-архитекта Главне дирекције интенданта Телијатников И. С., умјетници Дмитриев С. И., Москалев Н. И., Кузнетсов А. И., Каретников Н. А., архитекте Руднев Л. В., Зхолтовски И. В., Скокан П. И., умјетник Московског умјетничког позоришта Гремиславски И. И. Као резултат тога, 13. јула 1943. године, селекциона комисија одобрила је пројекат умјетника Москаљева Н. И., будући творац пројеката Ордена Богдана Хмелницког и Славе, као и медаље за ослобођење градова.

## Награда
Орден Кутузова се додјељује командантима Црвене армије за добро развијен и извршен план операције - фронт, војска или посебна формација, због чега је непријатељ претрпио тежак пораз, а руске трупе су задржале своју борбену способност.
Орден Кутузова се састоји од три класе: I, II, и III степена. Највиша класа Реда је прва класа.
Орден Кутузова (са изузетком III степена) додјељен је само декретом Предсједавајућима Врховног савјета СССР-а.
Орден Кутузова прве класе додјељује се командантима фронтова и војски, њиховим заменицима, начелницима штаба и командантима грана фронта и војски:
- За добро развијену и спроведену операцију фронта или војске, као резултат које је постигнут пораз непријатеља;
- За добро развијен и спроведен план за присилно повлачење великих формација, уз организацију масовних контранапада, наношење тешких губитака непријатељу и повлачење њихових трупа на нове линије са малим губицима у опреми, људству и пуној борбеној спремности;
- За вјешту организацију рада великих формација за борбу против надмоћних снага непријатеља, исцрпљивање његових трупа, уништавање људства и опреме и очување његових трупа у сталној спремности за одлучујућу офанзиву.

Орден Кутузова другог степена додељује се командантима корпуса, дивизија, бригада, њиховим заменицима и начелницима штаба: 
- За изузетну истрајност у супротстављању офанзиви надмоћних непријатељских снага, држећи заузете положаје, користећи вјешто организован систем ватре, терена, контранапада људства, тенкова, авијације, са каснијим преласком на одлучну и успјешну офанзиву;
- За добро организовано управљање и стварање, у тешкој борбеној ситуацији, надмоћи снага у одлучујућем сектору и бруталног пораза непријатеља постигнутог добром сарадњом;
- За вјешто вођење битке у окружењу са надмоћнијим непријатељским снагама и организовање пробоја повлачењем својих трупа из окружења у пуној борбеној спремности;
- За организацију вјештих акција њихових јединица, које су осигурале успјешну борбу против супериорних тенковских или зрачних снага непријатеља, нанијеле су му велику штету и присилиле га да се повуче.

Орден Кутузова трећег степена додељује се командантима пука, њиховим замјеницима и начелницима штаба пукова: 
- За иницијативу која се показала у вођењу поверене битке и наношењу великог пораза непријатељу као резултат изненадног и храброг напада;
- За заробљавање великог чвора непријатељског отпора са малим губицима за своје трупе, вешто консолидовање освојених положаја и одлучно одбијање непријатељских контранапада;
- За организовање вјеште потјере за непријатељем који се повлачи и пораз његове људства и опреме, за брзу елиминацију блокираних непријатељских група;
- За храбар приступ непријатељским комуникацијама и пораз његових стражњих гарнизона и база;
- За вјешт развој борбеног плана, који је обезбједио јасну интеракцију свих врста оружја и његов успјешан исход.

Орден Кутузова се носи на десној страни грудног коша. Орден Кутузова прве класе поставља се након Ордена Ушакова прве класе, Орден Кутузова друге класе поставља се након Орден Ушакова друге класе, а Орден Кутузова треће класе поставља се након Ордена Суворова треће класе.
| Првог степена | Другог степена | Трећег степена |
| ------------- | -------------- | -------------- |
|               |                |                |
| Траке         |                |                |
|               |                |                |

## Одликовани Срби
- Родољуб Чолаковић

## Галерија
- Легат Родољуба Чолаковића и Милице Зорић у Музеју Семберије у Бијељини